# Перрі (містечко, Нью-Йорк)
Перрі (англ. Perry) — місто (англ. town) в США, в окрузі Вайомінг штату Нью-Йорк. Населення — 5832 особи (2020).

## Демографія
Згідно з переписом 2010 року, у місті мешкало 4616 осіб у 1872 домогосподарствах у складі 1242 родин. Було 2190 помешкань
Расовий склад населення:
| - 96,2 % — білих - 0,5 % — чорних або афроамериканців - 0,3 % — корінних американців - 0,3 % — азіатів - 1,3 % — осіб інших рас |

До двох чи більше рас належало 1,4 %. Частка іспаномовних становила 3,3 % від усіх жителів.
За віковим діапазоном населення розподілялося таким чином: 23,5 % — особи молодші 18 років, 61,7 % — особи у віці 18—64 років, 14,8 % — особи у віці 65 років та старші. Медіана віку мешканця становила 39,4 року. На 100 осіб жіночої статі у місті припадало 94,8 чоловіків;  на 100 жінок у віці від 18 років та старших — 94,1 чоловіків також старших 18 років.
Середній дохід на одне домашнє господарство  становив 64 311 долар США (медіана — 53 789), а середній дохід на одну сім'ю — 67 194 долари (медіана — 64 744). Медіана доходів становила 38 487 доларів для чоловіків та 38 295 доларів для жінок. За межею бідності перебувало 10,1 % осіб, у тому числі 15,4 % дітей у віці до 18 років та 10,8 % осіб у віці 65 років та старших.
Цивільне працевлаштоване населення становило 2098 осіб. Основні галузі зайнятості: освіта, охорона здоров'я та соціальна допомога — 22,4 %, виробництво — 16,4 %, мистецтво, розваги та відпочинок — 11,1 %, роздрібна торгівля — 11,0 %.